# Shayma Helali
Shayma Helali (tiếng Ả Rập: شيماء هلالي), (sinh ngày 3 tháng 5 năm 1985) là một ca sĩ người Tunisia.

## Sự nghiệp
Shayma Helali sinh ra ở Tunis vào ngày 3 tháng 5 năm 1985. Cô đã học ba năm trong học viện âm nhạc ở Tunis, nơi cô có một kỹ thuật thanh nhạc hoàn hảo. Ở tuổi 21, cô đã vượt qua các tiêu chí lựa chọn của LBC Star Academy. Cô tham gia mùa 3 của chương trình năm 2006.
Cô đã đi đến trận bán kết nhưng hành trình đã dừng lại trước trận chung kết. Tuy nhiên, đoạn văn của cô lại thuyết phục. Với màn trình diễn đầy duyên dáng và giọng hát trầm và sôi động của cô ấy có gì đó của ngôi sao Phương Đông Oum Kalthoum. Tất cả những gì còn lại cho cô ấy là để ăn trưa sự nghiệp của cô ấy. Sau đó, cô chuyển đến Beirut ở Lebanon. Chaima được phát hiện vào năm 2008 bởi một bộ đôi rất thành công với Assi El Hellani, một huyền thoại chính hiệu và cựu chiến binh Lebanon showbiz.
Họ cùng nhau bao gồm Rja3ni Aw Raja3ni cổ điển. Năm 2009, cuối cùng cô đã phát hành đĩa đơn đầu tiên Meen Bya3sha2 Bid2i2a do Salim Salama sáng tác và được viết bởi Fares Eskander. Đĩa đơn này được theo sau bởi những người khác như "Ana Nahwek" và "Fakra".
Năm 2011, sau cuộc cách mạng ăn trưa mùa xuân Ả Rập Tunisia, cựu ứng cử viên của Học viện Ngôi sao được tạo ra ở Liban phát hành một bài quốc ca cho đất nước "Ya Tunis El Khadra" được đón nhận, tiếp theo là lần thứ hai liên quan đến vấn đề tương tự "Law tinadini song phương". Tài năng của Chayma có lẽ tốt hơn, vì nó đã được chứng minh vào năm 2009 trong phiên bản giọng hát cappella của tựa đề "El Ayam Daret" nhưng khu rừng của thị trường âm nhạc và thể hiện logic kinh doanh có một cách nhìn khác. Vào năm 2014, Shayma đã nhận được giải thưởng bài hát hay nhất cho bài hát "Emta nsitek" của cô từ Liên minh các nhà sản xuất Ả Rập và giải thưởng Ca sĩ trẻ xuất sắc nhất trong Giải thưởng âm nhạc Trung Đông (giải thưởng MIMA). Vào năm 2016, Shyama Helali đã tham gia Rotana và phát hành album đầu tiên của họ với "Shayma Helali 2016".

## Cuộc sống cá nhân
Cuộc hôn nhân của Shayma Helali diễn ra vào tháng 1 năm 2018. Cô tuyên bố kết hôn trên Instagram.

## Danh sách đĩa hát

### Album
- wala yhemak (2013)
- e7sasi (2015)

### Video
- Min biaacha2 bdkika
- Emta nsitak
- Wala yhemak
- Edii alih
- Hawelt aradhik
- ya nhar
- El katia
- Hawelt